# Y’All Want a Single
Y’all Want A Single – to trzeci singel amerykańskiego zespołu nu-metalowego Korn pochodzący z albumu Take a Look in the Mirror.

## Teledysk
Teledysk wyreżyserował Andrews Jenkins. W klipie widać tłum ludzi, który niszczy sklep muzyczny, oraz fakty z przemysłu muzycznego. Teledysk rozpoczyna się gdy muzycy Korna wchodzą do sklepu i zaczynają niszczyć wszystkie płyty i kasety, oraz stojaki i półki na których się znajdowały. Po drugim refrenie zespół staje na środku sklepu i zaczyna grać. Podczas trwania wideoklipu pokazywane są fakty krytykujące przemysł muzyczny i wytwórnie płytowe. Wartość tego teledysku to tylko 150.000$.

### Teksty wyświetlane w teledysku
- Muzyczny monopol?
- Jedna korporacja posiada 5 głównych telewizji muzycznych w USA.
- Czy to jest OK?
- W zeszłym roku Wielka 5 zarobiła 25 miliardów dolarów.
- 90% płyt z dużych wytwórni nie przynosi zysków.
- Ostatni teledysk Britney Spears kosztował 1.000.000$.
- Ten wideoklip Korna kosztował 150.000$.
- Do tej pory zobaczyliście równowartość 48.000$.
- Czy któryś kanał muzyczny to zagra?
- Przemysł muzyczny wydaje 100 piosenek tygodniowo.
- Tylko 4 z nich są grane w radiach każdego tygodnia.
- Hity z Top 40 powtarzane są nawet 100 razy tygodniowo.
- Czy chcesz tego słuchać?
- Dlaczego piosenka jest warta 99 centów?
- Czy ściągasz piosenki z sieci?
- Ściągnij ten klip.
- To jest singel.
- Dwie stacje radiowe kontrolują 42% słuchaczy.
- Wytwórnia Płytowa chciała abyśmy zmienili ten klip. Nie zrobiliśmy tego.
- Y’all Want A Single.
- 90% wszystkich singli wpada w ucho po 20 sekundach.
- 98% Numerów 1 trwa poniżej 3.30 sek.
- Czy nie przypomina Ci to szablonu?
- A poza tym wszystkim...
- Kochamy tworzyć muzykę.
- Czy to jest muzyczny business?
- Czy to jest OK?
- Dzięki za poświęcenie 3 minut waszego czasu.
- Korn.
- Muzyczny monopol?
- Pozdrawiamy, Korn.